# Valdín
Valdín (llamada oficialmente Santa María de Valdín) es una parroquia y un lugar del municipio español de La Vega, en la provincia de Orense, Galicia.

## Organización territorial
La parroquia está formada por cinco entidades de población, constando una de ellas en el nomenclátor del Instituto Nacional de Estadística español:
- A Eirexa
- O Campo
- Painavalla
- Segudais
- Valdín

## Demografía
Gráfica demográfica del lugar y parroquia de Valdín según el INE español:
| Gráfica de evolución demográfica de Valdín entre 2000 y 2023 |
|                                                              |
| Datos según el nomenclátor publicado por el INE.             |